# Xã Wahehe, Quận Charles Mix, Nam Dakota
Xã Wahehe (tiếng Anh: Wahehe Township) là một xã thuộc quận Charles Mix, tiểu bang Nam Dakota, Hoa Kỳ. Năm 2010, dân số của xã này là 266 người.